# 全国共済農業協同組合連合会
全国共済農業協同組合連合会（ぜんこくきょうさいのうぎょうきょうどうくみあいれんごうかい、略称：全共連、愛称：JA共済連）は、生損兼営の保険機構である。根拠法は農業協同組合法であり、JAグループにおいて共済事業（JA共済）を行っている。英語での表記は、National Mutual Insurance Federation of Agricultural Cooperatives。

## 経営理念
- JA共済は、農業協同組合が理念とする「相互扶助」を事業活動の原点とし、常に組合員・利用者の信頼と期待に応え、「安心」と「満足」を提供します。
- JA共済は、最良の保障・価格・サービスによる「ひと・いえ・くるまの総合保障」の提供を通じて、組合員・利用者の豊かな生活づくりに努めます。
- JA共済は、事業活動の積極的な取組みを通じて、豊かで安心して暮らすことのできる地域社会づくりに貢献します。

### ロゴマーク
大きい三角形は自然・大地、小さい三角形は人間を表し、左端の円は実り、人の和を象徴。緑色は自然環境と成長を表している。「JA」とは、Japan Agricultural Co-operatives、日本の農業協同組合（農協）という意味であり、これを略して「JA」という。それ以前には1973年に亀倉雄策がデザインした綱の結び目をモチーフに共済の連帯感を表現したロゴマークを設定しており、1992年の現行CIの制定後も旧CIロゴマークを使用したCMが放映されることがあった。

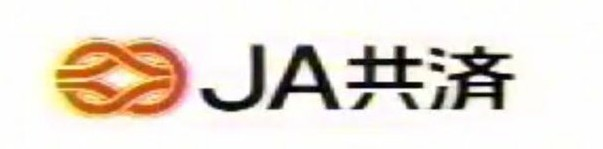
JA共済　旧CIロゴマーク

## 沿革
- 1948年（昭和23年）- 北海道で農協共済事業開始。
- 1951年（昭和26年）- 全国共済農業協同組合連合会（全共連）設立。
- 1958年（昭和33年）- 46都道府県に共済連合会の設立が完了。
- 1969年（昭和44年）- 全共連厚木センター開設。
- 1972年（昭和47年）- 沖縄県本土復帰により、沖縄県共済連設立。
- 1973年（昭和48年）- 中伊豆町、別府市リハビリテーションセンター開設。
- 1984年（昭和59年）- 全共連自動車研修センター開設。
- 1985年（昭和60年）- 全共連大阪センター開設。
- 1988年（昭和63年）- 株式会社全共連自動車研修センター及び全共連アメリカ投資顧問株式会社を設立。
- 1989年（平成元年）‐ 全共連イギリス投資顧問株式会社を設立。
- 1991年（平成3年）- （社）農協共済総合研究所及び全国農業みどり国民年金基金を設立。
- 1992年（平成4年）-  新CIを導入し、愛称をJA共済に変更。（社）日本共済協会設立。
- 1994年（平成6年）-  JA全共連石岡センターを開設。
- 2000年（平成12年）- 47都道府県共済連と全共連が一斉統合。
- 2002年（平成14年）- 経営管理委員会制度を導入（JA共済連）。
- 2003年（平成15年）- 共栄火災を子会社化（JA共済連）。
- 2004年（平成16年）- 川崎センター開設。
- 2005年（平成17年）- 東日本引受センター・西日本引受センターを設立。
- 2006年（平成18年）- JA共済幕張研修センターを開設。

## 組織

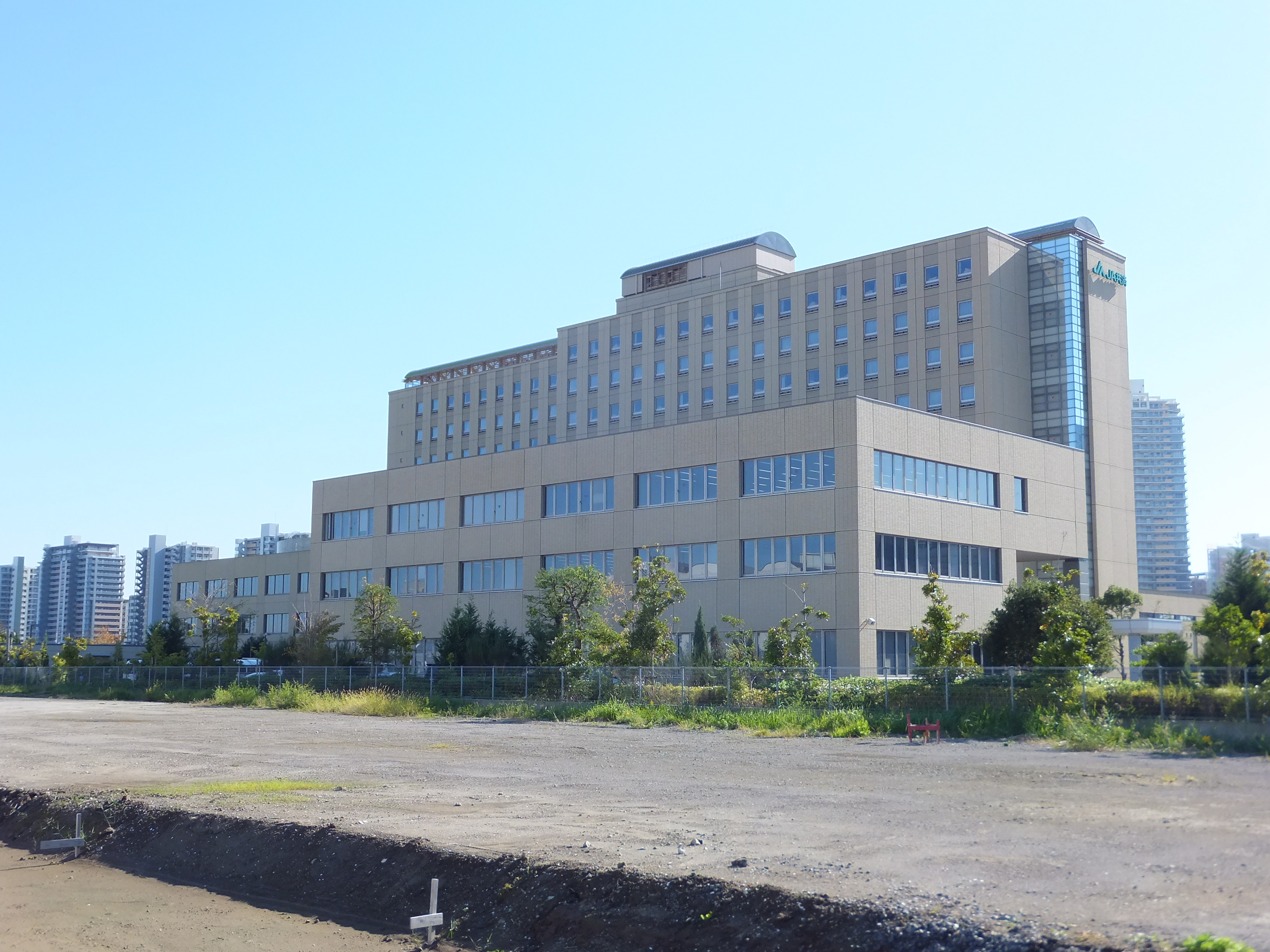
幕張研修センター

- 全国本部（東京都千代田区）

川崎センター（川崎市幸区）
大阪センター（大阪市淀川区）
石岡センター（茨城県石岡市）
幕張研修センター（千葉市美浜区）
- 都道府県本部（47都道府県に所在）
- ロンドン・ニューヨーク（海外現地法人）

## JA共済連の役割
JA共済は、農業協同組合（JA）とJA共済連が共同で終身共済、医療共済、年金共済、建物更生共済、自動車共済などの「ひと・いえ・くるま」の総合保障を行っている。その中でJA共済連は、JAと連携・協調しながら共済業務を総合的にバックアップするとともに、さまざまな企画や開発、資金運用などを行っている。なお、JAは組合員の相互扶助を目的として設立された非営利団体であるが、農協法に抵触しない一定の範囲で組合員以外の利用（員外利用）も認められている。

## 規模（2016年3月31日現在）
- 出資金 7,567億3,800万円
- 総資産 55兆8,375億円
- 職員数 6,084名
- 運用資産 53兆6,233億円
- 長期共済保有契約高 273兆6,824億円
- 年間受入共済掛金額 5兆9,367億円
- ソルベンシー・マージン比率 797.7%
- 支払共済金額 3兆4,233億円
- 共済加入件数
  - 生命総合共済 2,170万件
  - 建物更生共済 1,054万件
  - 自動車共済 836万件

## CMキャラクター
- 仲間由紀恵
- 浜辺美波
- Mr.リスク（佐藤二朗）
- アンパンマン
- 有村架純

### 過去
- 森昌子
- 河合奈保子
- 吉田栄作
- 緒形直人
- 木村佳乃
- 賀集利樹 捕手篇より、(撮影地は埼玉西武ライオンズの本拠地であるベルーナドームに行った。)
- 坂口憲二
- あざらし3兄弟
- 魔法園児マモルワタル
- おねがい!サミアどん（1985年）[2]

## 番組提供

### テレビ関連
現在
- 日本テレビ系列（NNN・NNS）
  - ザ!鉄腕!DASH!!
    - 2010年4月から。嘗ては住友生命や東京海上日動も提供していた。

  - それいけ!アンパンマン（テレビ新潟他）
  - 水曜ドラマ
  - 満点☆青空レストラン
    - 2023年4月から提供。
- TBS系列（JNN）
  - あぐり王国北海道NEXT
    - 北海道放送「JAグループ北海道」名義の1団体として。
- テレビ朝日系列（ANN）
  - イチモニ!
    - 北海道テレビ、2023年4月から毎週金曜日7時台に関連団体のホクレンとともに提供。
- サンテレビ
  - ニュースSUNデー
    - JAグループの兵庫県内各団体（兵庫県内JA、JAバンク兵庫信連、JA共済連兵庫）名義の1団体として。

過去
- 水10ドラマ（第1期）（フジテレビ）
- クイズ$ミリオネア（フジテレビ）
- ぴったんこカン・カン（TBSテレビ）
- 金曜ロードショー（日本テレビ）
- 関口宏の東京フレンドパークII（TBSテレビ）
- 金曜おもしろバラエティ（フジテレビ）
- VS嵐（同上）
- 金曜プレステージ（同上）
- シルシルミシルさんデー（テレビ朝日）
- SMAP×SMAP（関西テレビと共同製作）
- SUN-TV日曜夕刊（サンテレビ）
- CDTV ライブ!ライブ!（TBS）※21時台放送時
- どさんこワイド179（札幌テレビ、火曜日18時台ローカル枠・2022年10月から2023年3月まで）
- 農協共済アワー 懐かしのヒットパレード（テレビ東京系列での本放送終了後の青森テレビでの時差ネット、1980年代）

### ラジオ（AM・FM）関連
現在
- オールナイトニッポン MUSIC10（ニッポン放送）
- JA共済 presents なるほど!交通安全（ONE MORNING内）（JFN・金曜）
- NRNナイター（ニッポン放送・朝日放送ラジオなど）
- オールナイトニッポン（ニッポン放送・エンディングの協力スポンサー）
  - Adoのオールナイトニッポン（2023年度）
  - 山田裕貴のオールナイトニッポン（2024年度）
- 辛坊治郎ズーム そこまで言うか!（ニッポン放送、火曜）
- ラジオ・チャリティー・ミュージックソン（ニッポン放送・NRN系列11局ネット）
- BAYFMリスナー安全運転宣言（シン・ラジオ-ヒューマニスタは、かく語りき-内）（BAYFM・火曜16時32分頃）
- JA共済 にほんのたから ちいきのきずな（Tokyo FM / JFNC制作）（毎週土曜 12:55〜13:00、住吉美紀）

過去
- 山下達郎のサンデー・ソングブック（TOKYO FM）
- 福山雅治のオールナイトニッポンサタデースペシャル・魂のラジオ（ニッポン放送）
- 菅田将暉のオールナイトニッポン（ニッポン放送・エンディングの協力スポンサー）
- Creepy Nutsのオールナイトニッポン（同上）
- 防災の日スペシャル（文化放送・JRN）※単独提供
- ラジオ時報CM（JFN）
  - 2024年3月1日 - 29日 / 平日 14時
  - 2024年3月2日 - 30日 / 週末A枠 17時〜翌4時
  - 2005年頃 / 土日午前

## 関連会社
- 共栄火災海上保険
- JA共済ビジネスサポート
- 中央コンピュータシステム
- JA共済損害調査
- 全共連アメリカ投資顧問
- 全共連イギリス投資顧問
- JA共済総合研究所
- 農林中金全共連アセットマネジメント

ほか